# 2014 في قطر
فيما يلي قوائم للأحداث التي حدثت خلال عام 2014 في قطر.

## في المنصب
- الأمير: تميم بن حمد آل ثاني
- رئيس الوزراء: عبد الله بن ناصر بن خليفة آل ثاني

## الأحداث

### حزيران / يونيو
- 24 يونيو - أمير قطر الشيخ تميم بن حمد آل ثاني ، يوافق على إنفاق 2.2 مليار يورو لتحويل ملعب لامونومنتال الأثري في برشلونة إلى مسجد يستوعب 40,000 مصلٍ أكبر مسجد في أوروبا.[1]
- انعقاد الدورة 38 للجنة التراث العالمي في العاصمة القطرية الدوحة.
- وثيقة الرياض.
- أزمة سحب السفراء من قطر 2014.

## الرياضة
- بطولة العالم للاسكواش للرجال 2014
- بطولة العالم للسباحة 2014 (25 متر)
- بطولة تحدي الفورمولا 2000 موسم 2014-2015
- جائزة قطر الكبرى للدراجات النارية 2014
- طواف قطر 2014